# Drzwi otwarte
Drzwi otwarte (ang. Doors Open) – brytyjski dramat kryminalny z 2012 roku w reżyserii Marca Evansa, powstały na podstawie powieści Iana Rankina pt. Doors Open z 2008 roku. Wyprodukowana przez wytwórnię Sprout Pictures. Role główne w filmach zagrali Douglas Henshall, Stephen Fry, Lenora Crichlow i Kenneth Collard.
Premiera filmu miała miejsce 26 grudnia 2012 w Wielkiej Brytanii.

## Opis fabuły
Film opowiada historię Mike'a Mackenzie (Douglas Henshall), milionera i konesera sztuki, który tęskni za swoją byłą partnerką, Laurą Stanton (Lenora Crichlow). Profesor historii sztuki, Robert Gissing (Stephen Fry) wyjawia mu, że część zbiorów narodowej galerii ma zostać wyprzedana. Zdenerwowany koncepcją Gissing proponuje milionerowi oraz znajomemu bankierowi Allanowi Cruickshankowi (Kenneth Collard) udział w kradzieży dzieł sztuki.

## Produkcja
Zdjęcia do filmu kręcono w Edynburgu w Szkocji w Wielkiej Brytanii.

## Obsada
Źródło: Filmweb
- Stephen Fry jako profesor Robert Gissing
- Douglas Henshall jako Mike Mackenzie
- Kenneth Collard jako Allan Cruickshank
- Paul McCole jako Glenno
- Lenora Crichlow jako Laura Stanton
- Elliot Cowan jako Bruce Cameron
- Brian McCardie jako Charlie Calloway
- Niall Greig Fulton jako Westie
- Kenny Blyth jako Brighty
- Rab Affleck jako Hate
- Jordan Young jako Jonno
- Gilly Gilchrist jako inspektor Ransome
- Sarah McCardie jako Carol

i inni